# 薩姆納 (密西西比州)
薩姆納（英語：Sumner）是一個位於美國密西西比州塔拉哈奇縣的城市。根據2010年美國人口普查，該地共人口2193人，而該地的面積約為1.50平方千米。該地查爾斯頓與同為塔拉哈奇縣的縣治。

## 地理
薩姆納的座標為33°58′12″N 90°22′11″W / 33.97000°N 90.36972°W，而該地的平均海拔高度為43米（即141英尺）。